# David Scholasticus
David, bisweilen mit dem Beinamen Scholasticus bedacht, war ein Gelehrter, Kaplan und Geschichtsschreiber im frühen 12. Jahrhundert.
David war Iroschotte (das heißt Ire, Kelte), der vor 1110 das Amt des Domscholasters in Würzburg bekleidete. Er scheint über eine recht umfassende Bildung verfügt zu haben. Kaiser Heinrich V. wurde auf David aufmerksam und ernannte ihn zu seinem Hofkaplan. Er ist noch mehrmals in der Umgebung des Kaisers nachweisbar. David soll von 1120 bis 1139 noch als Bischof von Bangor fungiert haben, doch wird dies in der neuere Forschung bisweilen bezweifelt.
Als Heinrich V. 1110/1111 einen Italienzug unternahm, begleitete David ihn. Im Auftrag des Kaisers verfasste David eine offizielle Darstellung des Romzugs in drei Büchern. Das Geschichtswerk ist heute verloren, doch wurde es von einigen nachfolgenden Geschichtsschreibern benutzt. Ekkehard von Aura zog es für seine Schilderung des Romzugs Heinrichs heran und bezeichnet den Stil Davids als gut verständlich. Der Autor der anonymen Kaiserchronik für Heinrich V., Wilhelm von Malmesbury und Ordericus Vitalis haben Davids Werk ebenfalls benutzt. Wilhelm von Malmesbury kritisierte teils Davids Bericht, der Heinrich V. in einem besonders positiven Licht dargestellt habe. Diese Aussage passt zu einem quasi-offiziellen Geschichtswerk, das der Nachwelt eine Darstellung aus kaiserlicher Sicht bieten sollte. Der möglichst weiten Verbreitung diente wohl auch der leicht verständliche Stil des Geschichtswerks. Dennoch scheint Davids Romzugsgeschichte eine wertvolle Quelle gewesen zu sein.
David wurde in der älteren Forschung ein beachtlicher politischer Einfluss unterstellt, da er als Autor eines kaiserlichen Manifests und anderer offiziellen Schriftstücke betrachtet wurde. Dies lässt sich jedoch nicht mit Sicherheit nachweisen. Nicht durchgesetzt hat sich die Theorie, David könne eventuell der Autor der anonymen Kaiserchronik Heinrichs V. (Rezension C der Weltchronik Ekkehards) sein. Unbestritten ist hingegen, dass er im Rahmen des Investiturstreits eine wichtige Rolle als kaiserlicher Publizist spielte.